# Sushka

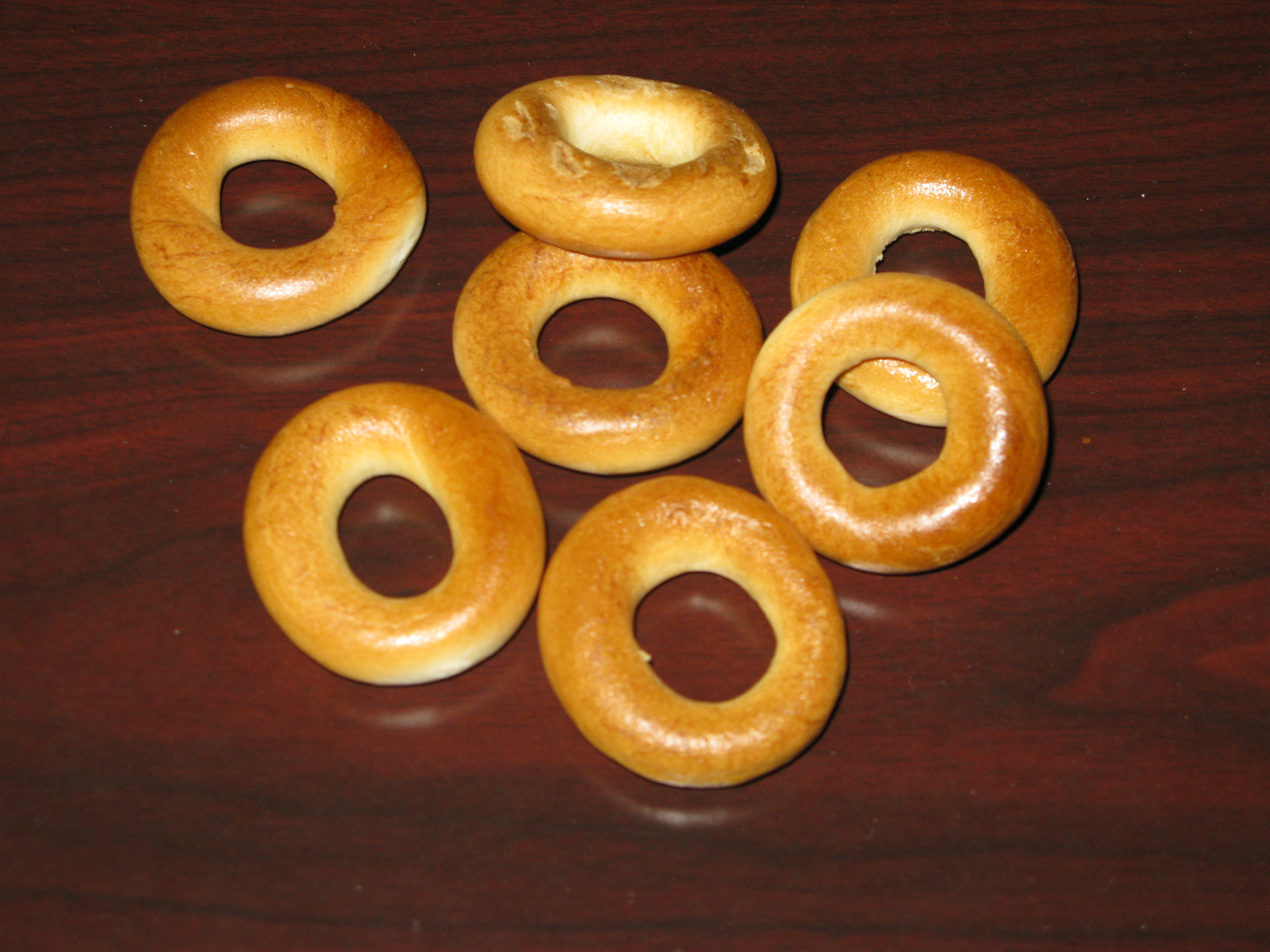
Sushki

Sushka (en ruso: сушка), en plural sushki (сушки), es un pan ruso y ucraniano tradicional acompañado con té. Es pequeño, crujiente. Es un aro de pan ligeramente dulce, que puede ser comido como postre. Algunos panes similares son: bagels, bubliks y barankis. Podemos encontrar sushki empaquetados en mercados que venden comida rusa. De vez en cuando el sushki viene con simientes de amapola por encima.

## Ingredientes
2 tazas de harina
1 huevo
½ taza de agua
Sal al gusto
Azúcar

## Preparación
Mezcle harina, huevo, agua, sal en una masa firme y déjelo debajo de una servilleta por más o menos 30 minutos. Corte la masa en trozos pequeños, estírelos en tiras de 0.5-0.7 cm de grosor. Luego córtelos en barras pequeñas y haga aros uniendo las puntas. Cocine los sushki en agua hirviendo azucarada (1L de agua- 1.5- 2 cucharadas de azúcar) durante 1-2 minutos. Saque los sushki del agua hirviendo y pongalos en un horno precalentado hasta que se pongan marrón dorados.